# Eppioides
Eppioides is een geslacht van rechtvleugeligen uit de familie sabelsprinkhanen (Tettigoniidae). De wetenschappelijke naam van dit geslacht is voor het eerst geldig gepubliceerd in 1922 door Hebard.

## Soorten
Het geslacht Eppioides  is monotypisch en omvat slechts de volgende soort:
- Eppioides malaya (Hebard, 1922)